# Tsukasa Shiotani
Tsukasa Shiotani (塩谷 司 Shiotani Tsukasa?), född den 5 december 1988 i Komatsushima, är en japansk fotbollsspelare som spelar för Sanfrecce Hiroshima. 

## Meriter
Sanfrecce Hiroshima
- J1 League: 2012, 2013, 2015
- J.League Cup: 2022
- Japanska supercupen: 2013, 2014, 2016, 2025